# Bandera Princesa de Asturias
La Bandera Princesa de Asturias (hasta 2014 Bandera Príncipe de Asturias) es una regata anual de traineras que se celebra en Castropol (Principado de Asturias), organizada por el Club de Mar de Castropol, y en la que se disputa el Gran Premio Principado de Asturias.

## Historia
La primera edición de la regata data de 1984, resultando vencedora la trainera de Pasajes de San Juan (Guipúzcoa). Las siguientes ediciones serían ganadas principalmente por clubes gallegos, vascos y cántabros, con tres victorias locales para Castropol en 1994, 1999 y 2022.
A partir de la incorporación del Club de Mar de Castropol a la Liga Gallega de Traineras, debido a la casi total carencia de otras regatas en Asturias, la Bandera Princesa  de Asturias pasó a formar parte del calendario de dicha competición.

## Palmarés
| N.º    | Año  | Campeón                 |
| ------ | ---- | ----------------------- |
| I      | 1984 | Pasajes de San Juan     |
| II     | 1985 | Samertolameu Meira      |
| III    | 1986 | Kaiku                   |
| IV     | 1987 | Zumaya                  |
| V      | 1988 | Valle de Camargo        |
| VI     | 1989 | Ciudad de Santander     |
| VII    | 1990 | Ciérvana                |
| VIII   | 1991 | Orio                    |
| IX     | 1992 | Donibaneko              |
| X      | 1993 | Samertolameu Meira      |
| XI     | 1994 | Castropol               |
| XII    | 1995 | Perillo                 |
| XIII   | 1996 | Samertolameu Meira      |
| XIV    | 1997 | Perillo                 |
| XV     | 1998 | Tirán                   |
| XVI    | 1999 | Castropol               |
| XVII   | 2000 | Cabo de Cruz            |
| XVIII  | 2001 | Cabo de Cruz            |
| XIX    | 2002 | Ciudad de Santander     |
| XX     | 2003 | Laredo                  |
| XXI    | 2004 | Perillo                 |
| XXII   | 2005 | Náutico de Vigo         |
| XXIII  | 2006 | Samertolameu Meira      |
| XXIV   | 2007 | Tirán                   |
| XXV    | 2008 | Chapela                 |
| XXVI   | 2009 | Samertolameu Meira      |
| XXVII  | 2014 | Club de Mar de Mugardos |
| XXVIII | 2015 | Mecos                   |
| XXIX   | 2016 | Ares                    |
| XXX    | 2017 | Samertolameu Meira      |
| XXXI   | 2018 | Ares                    |
| XXXII  | 2019 | Coruxo                  |
| -      | 2020 | No se celebró           |
| XXXIII | 2021 | Club de Remo Cedeira    |
| XXXIV  | 2022 | Castropol               |
| XXXV   | 2023 | Club de Remo Ares       |